# Burg Wolfratshausen
Die Burg Wolfratshausen ist eine abgegangene Spornburg bei 610 m ü. NHN auf einem Sporn des „Schlossberges“ am westlichen Steilufer der Loisach über Weidach, einem Stadtteil von Wolfratshausen im Landkreis Bad Tölz-Wolfratshausen in Bayern. Die Anlage wird als Bodendenkmal unter der Aktennummer D-1-8034-0019 im Bayernatlas als „Burgstall des Mittelalters und der frühen Neuzeit ("Burg Wolfratshausen")“ geführt. 

## Geschichte
Die Burg wurde 1116 von den Grafen von Wolfratshausen, einer Seitenlinie der Dießen-Andechser Grafen erbaut. Vermutlich war der in Süddeutschland und Tirol begüterte Otto II. von Dießen, Graf von Wolfratshausen, der Bauherr.
Nachdem sich 1132 Heinrich I. von Wolfratshausen, ein Sohn Otto II., auf Wunsch des Bayernherzogs Heinrich X., zum Bischof von Regensburg hatte wählen lassen, wurde in der daraus entstandenen Fehde die Burg 1133 niedergebrannt und danach bis 1145 wieder aufgebaut. Nach dem Chronisten Otto von Freising wurde die Burg 1145 von Herzog Friedrich von Schwaben erobert, aber nicht zerstört.
Nach dem Aussterben der Grafen von Wolfratshausen fiel die Burg 1158 an die Grafen von Andechs zurück, die ihre Burgen in den Folgejahren gegen die Wittelsbacher verstärkten.
1209 wurde über die Grafen von Andechs die Reichsacht ausgesprochen und die Burg vom Wittelsbacher Ludwig dem Kelheimer eingenommen. 1228 musste die Burg den Grafen von Andechs zurückerstattet werden, die 1229 einen Angriff herzoglicher Truppen erfolgreich abwehrten. 1243 wurde die Burg nach der Niederlage des letzten Andechser Grafen, Otto VIII., endgültig wittelsbachisch.
1315 kapitulierte die Burg im Bruderkampf zwischen Herzog Rudolf dem Stammler und Ludwig, dem späteren Kaiser Ludwig dem Bayern, und wurde eingenommen. Herzog Rudolf und seine Frau Mathilde wurden auf der Burg festgesetzt.
Vom 15. bis zum 16. Jahrhundert wurde die Burg zum Schloss umgebaut und nahm 1632 im Zuge des Dreißigjährigen Kriegs bei der Verwüstung Wolfratshausens durch schwedische Truppen nur wenig Schaden.
1716 mussten Teile der Burg wegen Baufälligkeit geräumt werden. Sie diente danach als Pulvermagazin.
Am 17. April 1734 explodierte der mit 350 Zentnern Pulver gefüllte Burgturm durch einen Blitzeinschlag, und die Trümmer wurden bis nach Wolfratshausen geschleudert, wobei das Dach der Kirche Schaden nahm. Nach 1734 wurden die Burgreste abgetragen und ein Teil der Steine zum Bau des Hoftheaters in München verwendet.

## Beschreibung

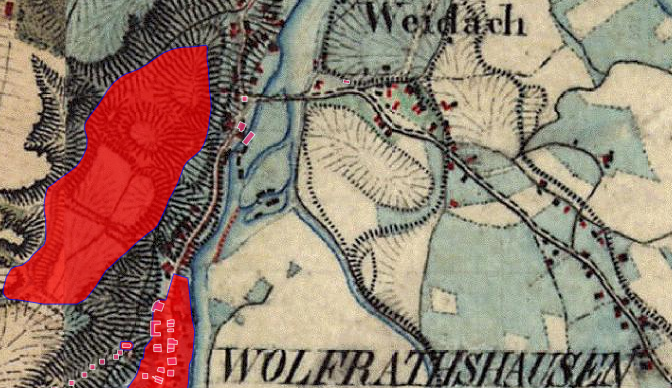
Lageplan von Burg Wolfratshausen auf dem Urkataster von Bayern

Die Burg verfügte über eine Kernburg und eine Vorburg. Vermutlich erhielt die Burg zwischen 1180 und 1209 ihre ersten Steinmauern und stellte eine spätgotische Baugruppe dar.
Von der ehemaligen Burganlage, auf die ein Gedenkstein von 1852 hinweist, sind noch Reste vom Halsgraben, Abschnittswall und Wällen mit vorgelagerten Gräben erhalten. Eine Kapelle St. Nikolaus wird im 14. Jahrhundert erwähnt.

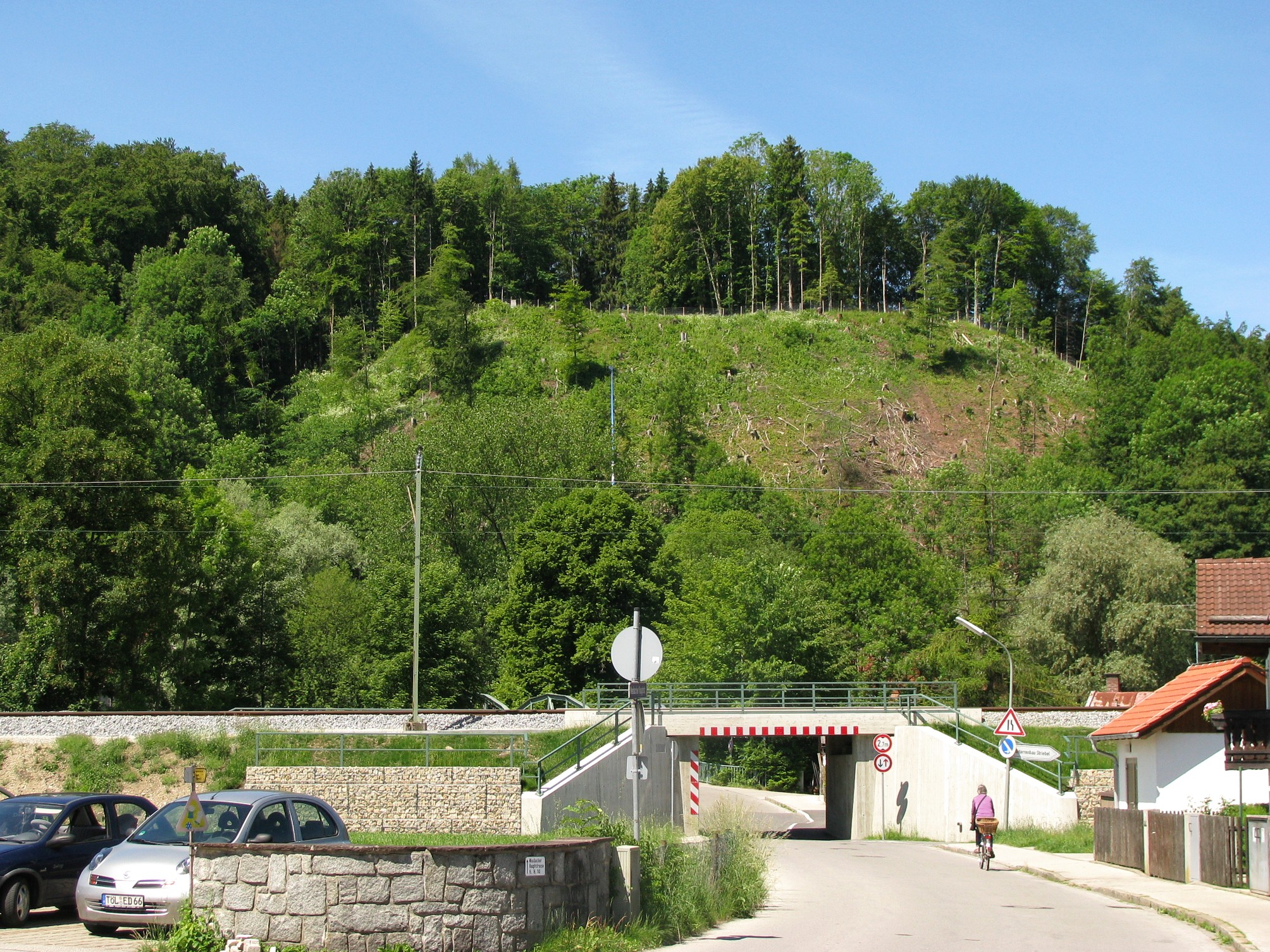
Standort der abgegangenen Burg auf dem Schlossberg